# 8e ciel
Albums de Philippe Katerine
L'Homme à trois mains
(1999) Robots après tout
(2005)
8ème ciel (graphie non standard de 8e ciel) est le 7e album de Philippe Katerine, sorti en 2002.
Il s'agit du second album sur lequel il travaille avec The Recyclers. Deux titres ont été enregistrés en concert et sont interprétés par des personnages imaginaires : le Général Fifrelin et Boulette, une fillette de 8 ans et demi.

## Chansons de l'album
| No  | Titre                       | Auteur                                                 | Durée |
| --- | --------------------------- | ------------------------------------------------------ | ----- |
| 1.  | 8e ciel                     | Philippe Katerine                                      |       |
| 2.  | Où je vais la nuit          | Philippe Katerine                                      |       |
| 3.  | Les Grands Restaurants      | Philippe Katerine                                      |       |
| 4.  | Des étoiles                 | Philippe Katerine                                      |       |
| 5.  | Cervelle de singe           | Philippe Katerine                                      |       |
| 6.  | Barbecue à l'Élysée         | Philippe Katerine                                      |       |
| 7.  | Inutile                     | Philippe Katerine                                      |       |
| 8.  | Au jardin métallique        | Philippe Katerine                                      |       |
| 9.  | Mort à la poésie            | Philippe Katerine                                      |       |
| 10. | Lorsque je joue à la poupée | Général Fifrelin / Général Fifrelin et Eveil Pephoplin |       |
| 11. | Derrière la porte           | Boulette                                               |       |
| 12. | Sainte Vierge               | Philippe Katerine                                      |       |
| 13. | Bonjour !                   | Philippe Katerine                                      |       |
| 14. | Le soleil suffit            | Philippe Katerine                                      |       |
| 15. | Elle a vu                   | Philippe Katerine                                      |       |
| 16. | Wallis-et-Futuna            | Philippe Katerine                                      |       |

## Contributions
- Réalisation : Philippe Katerine
- Arrangements : The Recyclers
- Arrangements des cuivres : François Ripoche
- Artwork : Mrzyk & Moriceau
- A & R : Alan Gac